# Albert Flamm
Albert Flamm (9 avril 1823 à Cologne; 28 mars 1906 à Düsseldorf) est un peintre prussien.

## Biographie
Flamm étudie d'abord les métiers du bâtiment de 1836-1838 à l'Académie des beaux-arts de Düsseldorf et à Anvers. Il se tourne vers la peinture en 1841 et fréquente l'école d'Andreas Achenbach à Düsseldorf. Il noue une amitié intime avec Oswald, frère d'Andreas, et fait plusieurs voyages d'études avec lui jusqu'en Italie.
Les deux peintres ont beaucoup de similitudes. Albert Flamm est cependant moins brillant et productif mais très industrieux et capable. Il peint presque exclusivement des paysages italiens, qui séduisent par leur vérité naturelle, leurs vives couleurs et leur exécution virtuose.
Flamm épouse Anna Arnz le 19 octobre 1860, fille de l'éditeur Henry Arnz et sœur du peintre Albert Arnz et de Julie Arnz qui a épousé le peintre Oswald Achenbach. Il a une fille Charlotte (1820-1895) qui se consacre à la nature morte et un fils Carl, qui est portraitiste.

## Sélections d’œuvres
- Der Marktplatz von Colonna im Albanergebirge (1861, Münster, Westf. Kunsthalle)
- Herannahendes Gewitter in der römischen Campagna (1862)
- Motiv auf Capri (1864)
- Ansicht des Pilatus von der Rigiseite (1871)
- Blick auf den Golf von Neapel vom Posilippo
- Die Via Appia bei Rom (1872, Kunsthalle Hamburg)
- Der Golf von Sorrent (Kassel, Staatl. Museen)
- Im Park der Villa d'Este in Tivoli (1874)
- Villa Aldobrandini (1874)
- Parkszene in Frascati (1879)
- Motiv auf Ischia(1880)
- Ansicht des Siebengebirges (1880)
- Herbstmorgen am Starnberger See (1880)
- Herbstabend am Starnberger See (1880)
- Blick auf Cumae (1881, Berliner Nationalgalerie)
- Westfälische Landschaft (1888)

## Choix d'illustrations
- In: Weihnachts-Album. - Düsseldorf : Arnz, 1853. Digitalisierte Ausgabe

## Sources
- Lexikon der Düsseldorfer Malerschule, vol. 1
- Boetticher, Malerwerke des neunzehnten Jahrhunderts, Beitrag zur Kunstgeschichte, vol. 1